# Summerfield (Caroline du Nord)
Pour les articles homonymes, voir Summerfield.
Summerfield est une ville américaine située dans le comté de Guilford dans l'État de Caroline du Nord. En 2010, sa population était de 10 232 habitants.
La ville est considérée comme une banlieue de Greensboro depuis que son développement a augmenté, elle s'est lentement transformée d'une zone agricole rurale en une ville dortoir.

## Démographie
| 1980  | 1990  | 2000  | 2010   | - | - |
| ----- | ----- | ----- | ------ | - | - |
| 1 680 | 2 051 | 7 018 | 10 232 | - | - |

## Source de la traduction
- (en) Cet article est partiellement ou en totalité issu de l’article de Wikipédia en anglais intitulé « Summerfield, North Carolina » (voir la liste des auteurs).